# Bartosz Liżewski
Bartosz Zbigniew Liżewski (ur. 14 stycznia 1973 w Kozienicach) – polski prawnik, dr hab. nauk prawnych, profesor uczelni Instytutu Nauk Prawnych i prodziekan Wydziału Prawa i Administracji Uniwersytetu Marii Curie-Skłodowskiej.

## Życiorys
W 1997 ukończył studia prawnicze na Uniwersytecie Marii Curie-Skłodowskiej w Lublinie, 29 stycznia 2003 obronił pracę doktorską Norma prawa międzynarodowego w sądowym stosowaniu prawa, 15 grudnia 2015 habilitował się na podstawie pracy zatytułowanej Operacjonalizacja ochrony praw człowieka w porządku Europejskiej Konwencji Praw Człowieka (studium teoretycznoprawne). Objął funkcję profesora nadzwyczajnego w Instytucie Historii i Teorii Państwa i Prawa na Wydziale Prawa i Administracji Uniwersytetu Marii Curie-Skłodowskiej oraz docenta w Wyższej Szkole Handlowej im. Bolesława Markowskiego w Kielcach na Wydziale Nauk Społecznych.
Piastuje stanowisko profesora uczelni w Instytucie Nauk Prawnych, a także prodziekana na Wydziale Prawa i Administracji Uniwersytetu Marii Curie-Skłodowskiej.